# 아티쿠스
티투스 폼포니우스 아티쿠스(Titus Pomponius Atticus, 기원전 110년 말 - 기원전 32년 3월 31일)는 키케로의 서한에서 그의 충실하고 절친한 친구로 자주 언급되는 이름이다. "다른 모든 이들보다도, 아티쿠스는 키케로의 동생 퀸투스보다 더 열렬하고 거리감 없는 감정을 지니지 않음에도 키케로에게 사랑받았다"고 공동 저자이자 전기작가, 코르넬리우스 네포스는 말한 바 있다. 매일같은 이 우정으로, (키케로의 현존하는 813편의 편지 중)  아티쿠스에게 보낸 454편의 편지가 남아있는데, 마치 일기와도 같은 이 편지에서는 매우 다양한 문제들이 다뤄졌다.
그리스어와 그리스 문학에 빠진 아티쿠스는 루크레티우스처럼 에피쿠로스주의자였으며, 로마에서 에피쿠로스 철학을 확산하는데 기여했다.
로마의 첫 출판인이었던 그는 친구의 편지들을 출간할 준비를 했다. 키케로가 아티쿠스에게 쓴 수많은 편지들이 알려져있으나, 아티쿠스가 키케로에게 보낸 편지는 소실되었다.

## 생애
폼포니우스 아티쿠스는 기사 가문 출신으로 은행가의 아들이자 조카로서 좋은 교육을 받았다. 기원전 89년 일찍 사망한 아버지는 그에게 많은 재산을 물려주었다. 박학하고 달필이며 라틴어와 그리스어 모두 쓸 줄 알던 아티쿠스는 에피쿠로스주의자였다. 아티쿠스는 정계의 주역이 되어 정치 활동을 하길 거절했다. 그는 명예로운 경력을 피는 대신, 은둔 생활을 선호하며 철저히 중립을 자처했다.